# Diatoma

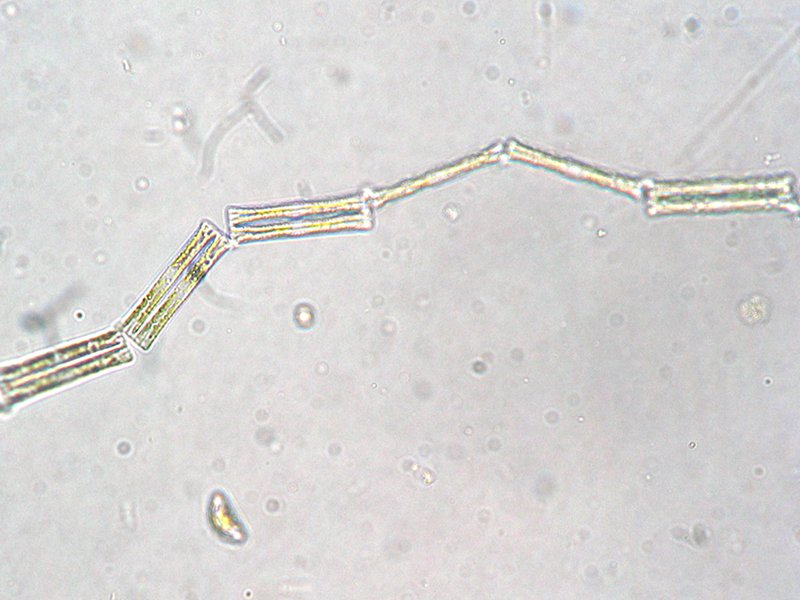
Diatoma tenuis / Gürtelbandansicht

Diatoma ist eine Gattung der Kieselalgen (Bacillariophyta) mit etwa 7 Arten, die nur in Süßwasser vorkommen. 

## Merkmale
Diatoma bildet Kolonien aus band- oder zickzackartig verbundenen Einzelzellen. Die Einzelzellen haben die für Kieselalgen typische Schale aus zwei Theken. Diese ist in Seitenansicht rechteckig, in Schalenansicht linealisch bis elliptisch. Sie hat deutliche Querstreifen und ist an den Enden verdickt. Sie haben einen zentral stehenden Zellkern, und mehrere Plastiden, die durch Fucoxanthin goldbraun gefärbt sind. Die Zellen sind wechselweise an den Zellenden verbunden oder am ganzen Schalendeckel. Sie erscheinen deshalb immer in Seitenansicht. Die Größe beträgt 8 bis 120 Mikrometer.
Die ungeschlechtliche Fortpflanzung erfolgt durch die typische Zweiteilung der Kieselalgen, die zur Verkleinerung der Zellen führt. Die geschlechtliche Fortpflanzung erfolgt bei Diatoma durch Anisogamie, wobei pro Zelle zwei Gameten gebildet werden. Nach der Verschmelzung kommt es im Rahmen der Auxosporenbildung zur Zellvergrößerung. Dauerzellen können auch direkt aus vegetativen Zellen gebildet werden.

## Vorkommen
Diatoma lebt im Benthos von fließenden und stehenden Gewässern, kommt aber auch im Plankton vor.

## Belege
- Karl-Heinz Linne von Berg, Michael Melkonian u. a.: Der Kosmos-Algenführer. Die wichtigsten Süßwasseralgen im Mikroskop. Kosmos, Stuttgart 2004, ISBN 3-440-09719-6, S. 242.

## Wirtschaftliche Bedeutung
Der Alge wird von einigen Forschern seit kurzem – wegen ihres öligen Kerns und ihrer hohen Vermehrungsgeschwindigkeit – eine besondere wirtschaftliche Bedeutung als künftig massenhaft erzeugter Biotreibstoff zugemessen.